# Йоан Янински
Св. Йоан Янински е православен светец от началото на XVI век. Роден е през 1508 г. в село Терово, Янинско.
Остава сирак. Търси и намира препитание в Константинопол, където се изхранва със занаятчийство и търговия. Според житието му, новообърнати в исляма бивши християни му завидяват за трудобюлието и свободомислието, след което го набеждават пред властите, че предходно се е отрекъл от Христа в Трикала – което той отрича. Изправен пред шериатски съд с фалшиво обвинение и свидетели, Йоан е хвърлен в тъмница в опит за изтръгване на самопризнание. Приканван е неколкократно към самопризнание неуспешно, след което многократно е бит. В крайна сметка е обезглавен, а трупа му изгорен на 18 април 1526 г. в Константинопол.